# Abdulkarim Soroush
Abdulkarim Soroush (Perzisch: عبدالکریم سروش), geboren als Hossein Haj Farajullāh Dabbagh (Teheran, 16 december 1945), is een Iraans filosoof.

## Levensloop
Soroush bracht zijn schooltijd door aan de Alawi, een bekende privéschool in Teheran die door religieuze zakenmannen was opgezet. De leraren van deze school waren religieus geschoold maar ook bekend met moderne wetenschap. Soroush kreeg hierdoor een traditionele opleiding met aanvullend kennis uit de wetenschap.
Hij studeerde farmacie en ging vervolgens naar Londen voor een studie in analytische scheikunde. Aan het eind van deze studie behaalde hij zijn doctoraat. Aansluitend voltooide hij nog een academische studie in geschiedenis en filosofie in Chelsea, waar hij vijf jaar woonde.
In deze tijd was hij actief in Iraanse studentenbewegingen die voorstander waren van de val van de sjah. Soroush hield toespraken in politieke kringen die op schrift gezet werden en in boekvorm verschenen. Een van deze boeken was Falsafeye Tarikh (Filosofie van de geschiedenis) dat in Iran werd ontvangen als een antwoord op marxistische leerstellingen. In een uitzending van de Iraanse televisie ging hij de discussie aan tegen Ehsan Tabari en Nuruddin Kiyanuri, twee ideologen van de marxistische Tudeh Partij van Iran.
In Londen schreef hij een nog een tweede boek, met de titel Nahadi-i Na Arami Jahan (De dynamische natuur van het universum). Dit boek levert twee belangrijke componenten van de islam, namelijk Tawhied en Mudar die op de denkbeelden zijn gestoeld van Mullah Sadra.

## Filosofische denkbeelden

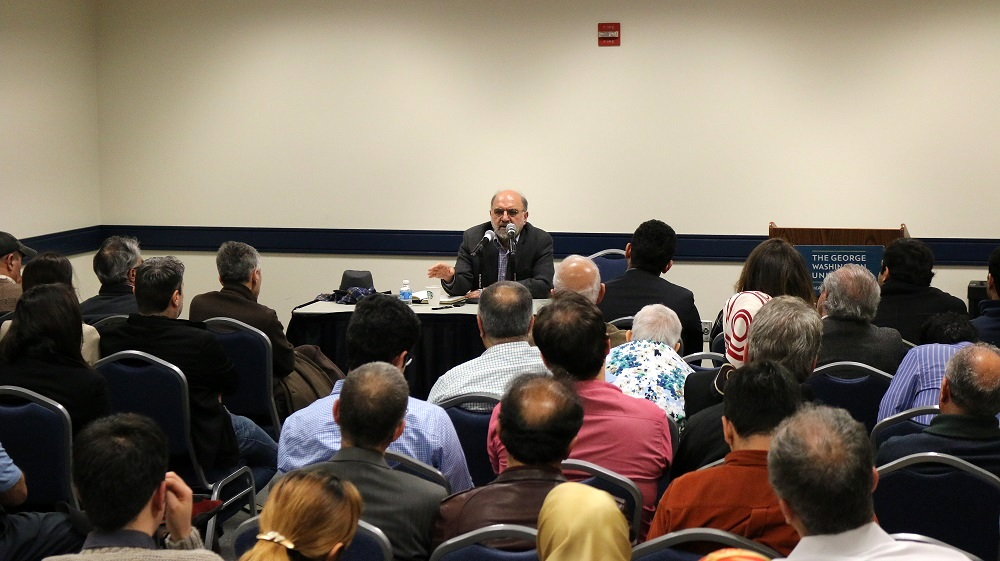
Abdolkarim Soroush in George Washington University, december 2015

Soroush baseert zich in zijn filosofische denkbeelden vooral op theorieën van Roemi en vergelijkbare filosofen. Zijn filosofie is als volgt samen te vatten:
- Verschil tussen religie en ons begrip van religie
- Verschil tussen essentiële en toevallige aspecten van religie
- Verschil tussen minimalistische en maximalistische interpretatie van de islam
- Verschil tussen de interne en de externe waarden en moraliteiten in de islam
- Verschil tussen religieus geloof en religieus vertrouwen
- Verschil tussen religie als een ideologie/identiteit en religie van de waarheid

## Ontvangst
Zijn boek De dynamische natuur van het universum werd door leidende Iraanse geestelijken gelezen waaronder de ayatollahs Ruhollah Khomeini, Allameh Tabatabai en Morteza Motahhari. Khomeini noemde het boek voorbeeldig en een verrijking voor de islam.
In 2004 werd Soroush samen met Sadiq Jalal al-Azm en Fatima Mernissi onderscheiden met een Erasmusprijs. Tijdens de uitreiking werd hij omschreven als de Erasmus van de islam, omdat hij anders dan Maarten Luther - met wie hij ook wel werd vergeleken - zijn kerk wel trouw was gebleven en van binnenuit hervormde. In 2005 het magazine Time hem tot de Top 100 meest invloedrijke mensen. Het tijdschrift Prospect plaatste hem in 2008 op de zevende plaats van de Top 100 Public Intellectuals Poll.
Soroush ontving daarnaast ook kritiek, voornamelijk uit Iraanse conservatieve kringen en de Iraanse Ansar-e Hezbollah.